# Ditrichophora pallidula
Ditrichophora pallidula är en tvåvingeart som först beskrevs av Christian Stenhammar 1844.  Ditrichophora pallidula ingår i släktet Ditrichophora och familjen vattenflugor.
Artens utbredningsområde är Sverige. Inga underarter finns listade i Catalogue of Life.